# Мечеть Байракли (Самоков)
Мечеть Байракли (болг. Байракли джамия, тур. Bayraklı Camii), також Мечеть Йокуша (болг. джамия Йокуша) — одна з найстаріших мечетей та єдина збережена мечеть часів османського панування у болгарському місті Самоков, нині перетворена на музей. Є пам'яткою культури національного значення.

## Історія
Будівництво та розпис мечеті Байракли були завершені у 1845 році. Археологи припускають, що споруда була збудована з фрагментів більш давньої мечеті XVI століття. Замовником був Коджа Мехмед Хюсрев Паша —капудан паша Оттоманської імперії, який згодом став великим візиром. Він вирішив збудувати храм в пам'ять своєї матері — болгарки з села Шишманово. За переказами, Хюсрев Мехмед-паша звелів поставити на купол мечеті і хрест, і півмісяць — на честь матері і щоб не образити батька. Ймовірно, будівниками були болгарські майстри. Про це говорить знайдений під час останньої реставрації під пластом штукатурки план храму разом з іменами Іван, Ристо і Косто. Вони ототожнюються з самоковськими художниками Іваном Іконописцем, Христо Йовевичем та Коста Вальовим, які могли розписувати мечеть.
Після звільнення Болгарії від влади Османської імперії у 1878 році в Самокові залишалося 12 мечетей. З них вціліли 4. До нашого часу збереглася лише мечеть Байракли. Діючою вона була не завжди: певний час у ній містилася мусульманська школа.
21 червня 1928 року храм було оголошено пам'яткою культури національного значення.
Восени 1941 року буря зламала частину мінарета.
У 1960—1966 роках мечеть була оновлена за проектом архітектора Ніколи Мушанова. Художньою частиною робіт керував Георгі Белстойнев. Ремонт відбувався за державний кошт. Після цього в будівлі був відкритий музей.
Наразі витрати на утримання майна — мечеті та прилеглих будівель забезпечуються за рахунок муніципалітету Самокова. У 2013 році головний муфтій країни подавав позов у Софійський окружний суд щодо передачі мечеті у його відання. Був начатий збір підписів щодо збереження пам'ятки як державної власності. Було набрано більш, ниж 8000 голосів. Самоковців підтримав депутат Кирил Добрев. Позов був відхилений.
У 2014 році під час розгляду справи Софійським апеляційним судом, самоковці на чолі з мером міста Володимиром Георгієвим провели мовчазну акцію протесту перед Байракли, яка тривала близько півгодини.
Верховний суд не дозволив касаційного оскарження рішення Апеляційного суду щодо цієї справи. Мечеть Байракли, як і 1500 колишніх культових об'єктів залишилися у віданні держави та муніципалітетів.

## Архітектура

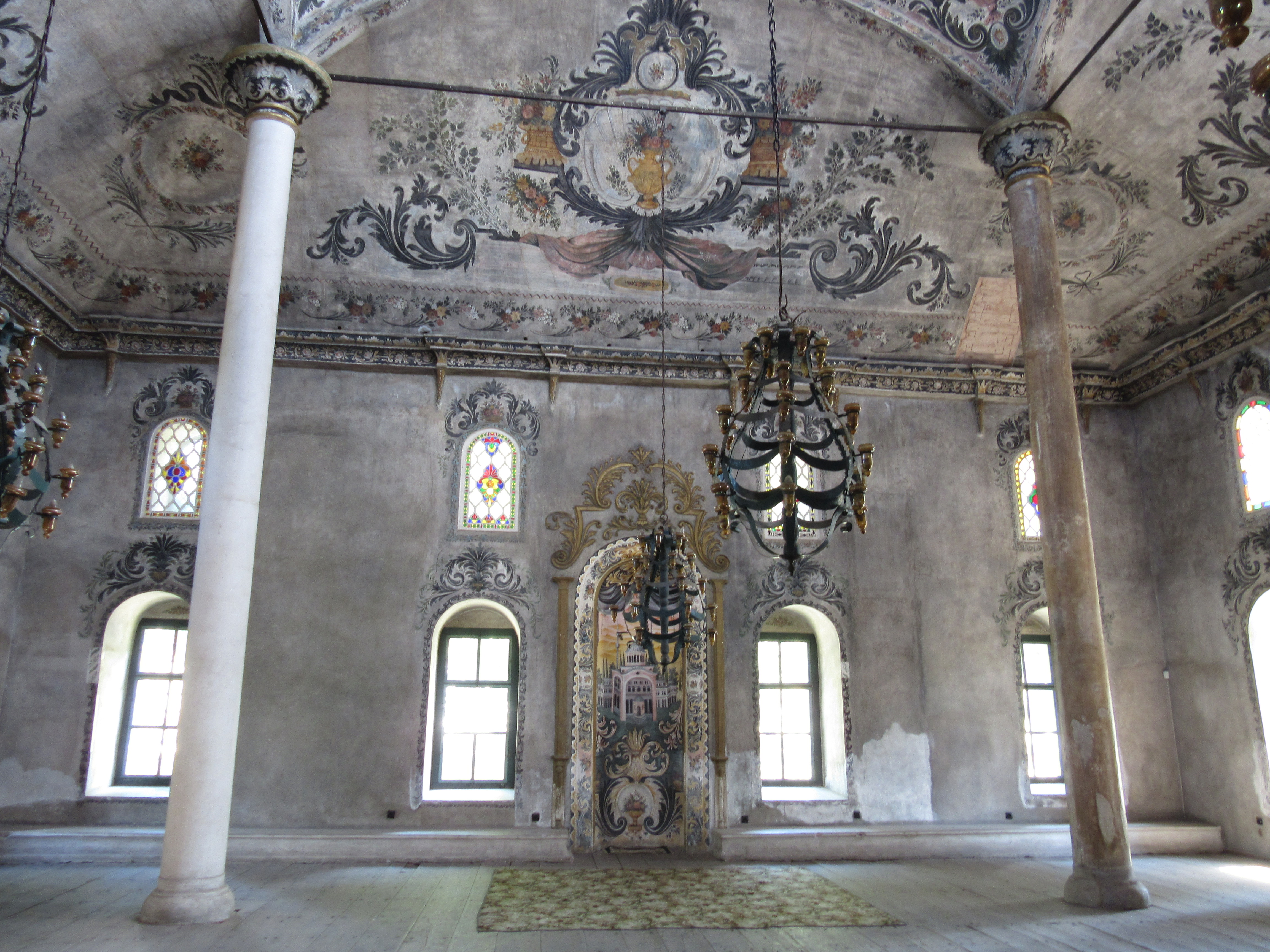
Інтер'єр мечеті у 2015 році

Мечеть має майже квадратну форму. Верхня частина будівлі виконана з дерева, основний об'єм - кам'яний. Молитовний зал має розмір 14 на 14,8 метрів. Перед ним розташований аркадний зал з поверхом для жіночого відділення. Чотири колони тримають дерев'яний купол. Храм зовні і всередині багато прикрашений орнаментом художників Самоковської школи. Декоративний стиль розпису зазнав впливу західноєвропейського бароко та рококо і представляє собою переважно зображення гірлянд, ваз із квітами та раковин. Стильові особливості настінного живопису дають підстави пов'язати його з ім'ям одного з найвідоміших  художників Самокова — Христо Йовевича. Молитовна ніша мечеті, також багато прикрашена, орієнтована на мусульманські святині Мекку та Медіну. Біля входу в храм міститься відкритий ґанок. 
Вхід мечеті прикрашений колонами з дерева, які вписані в фасад з фресками, що створює ілюзію сцени в театрі. Мечеть має єдиний мінарет з північно-східного боку, прикрашений спіральним орнаментом, викладеним цеглою.

## Розташування
Мечеть Байракли розташована недалеко від центральної площі міста, біля автовокзалу. Адреса: Самоков, вул. Трговська 49.